# Persona: Trinity Soul
Persona: Trinity Soul (ペルソナ 〜トリニティ・ソウル〜 Perusona ~Toriniti Sōru~?) är en anime som skapades av A-1 Pictures och distribuerades av Aniplex. Den innehåller 26 avsnitt och sändes ursprungligen från den 5 januari till 28 juni 2008  Handlingen baseras på TV-spelet Shin Megami Tensei: Persona 3 till Playstation 2, men utspelar sig tio år framåt i tiden.

## Episodlista
| Nr | Engelsk titel                                 | Ursprungligt sändningsdatum |
| -- | --------------------------------------------- | --------------------------- |
| 1  | "Special A Latency"                           | 5 januari 2008              |
| 2  | "Shadow Extraction"                           | 12 januari 2008             |
| 3  | "Marebito"                                    | 19 januari 2008             |
| 4  | "A Whale's Feather"                           | 26 januari 2008             |
| 5  | "A Forced Union"                              | 2 februari 2008             |
| 6  | "The Day of the Chief's Disappearance"        | 9 februari 2008             |
| 7  | "The Stranger Who is Me"                      | 16 februari 2008            |
| 8  | "Under the Camphor Tree"                      | 23 februari 2008            |
| 9  | "Calling from the Sea"                        | 1 mars 2008                 |
| 10 | "The Shadow Smiles at the Dusk"               | 8 mars 2008                 |
| 11 | "Definition of Dependence"                    | 15 mars 2008                |
| 12 | "The Savior"                                  | 22 mars 2008                |
| 13 | "Crimson Snow"                                | 29 mars 2008                |
| 14 | "The Wandering Ravine"                        | 5 april 2008                |
| 15 | "What Bounds Tomorrow"                        | 12 april 2008               |
| 16 | "Child of Release and Holy Spirit of Healing" | 19 april 2008               |
| 17 | "At the Village of Wind"                      | 26 april 2008               |
| 18 | "A Sinking Dream"                             | 3 maj 2008                  |
| 19 | "The Returnees"                               | 10 maj 2008                 |
| 20 | "Memory"                                      | 17 maj 2008                 |
| 21 | "Brutality"                                   | 24 maj 2008                 |
| 22 | "The Posessed"                                | 31 maj 2008                 |
| 23 | "Embracing the Tie"                           | 7 juni 2008                 |
| 24 | "A Wedge of Atonement"                        | 14 juni 2008                |
| 25 | "The Groundless Loss"                         | 21 juni 2008                |
| 26 | "Surfaced Future"                             | 28 juni 2008                |